# David Armine Howarth
Pour les articles homonymes, voir Howarth.
David Howarth (28 juillet 1912 Londres - 2 juillet 1991 à Chichester) est un officier de la marine britannique, constructeur, historien et auteur.

## Biographie
Diplômé de l'université de Cambridge, il devient correspondant de guerre pour la BBC au début de la Seconde Guerre mondiale. Howarth rejoint la marine britannique après la chute de la France. Il sert dans le Special Operations Executive (SOE) et aide à créer le Shetland Bus, une opération du SOE menée par des Norvégiens pour une route clandestine entre les Shetland et la Norvège. Il est le commandant en second de la base navale des îles Shetland. 
Pour sa contribution à des opérations d'espionnage contre l'occupation allemande de la Norvège, il reçoit la Croix de  liberté du roi Haakon VII de Norvège.  Le roi le fait également chevalier de 1re classe de l'ordre de Saint-Olaf.
Après la guerre, il écrit plusieurs livres sur l'histoire navale et militaire, y compris un mémoire sur le Shetland Bus.
En 1961, David Howarth rend une longue visite au 14e dalaï-lama dans l'Himalaya pour le conseiller sur sa première autobiographie Ma terre et mon peuple dont il est  l'écrivain fantôme ou qu'il aide à écrire en anglais avec l'assistance de l'interprète Sonam Topgyal Kazi.
Howarth meurt le 2 juillet 1991, à l'âge de 78 ans. À sa demande, ses cendres sont dispersées dans les eaux du Lunna Voe, aux Shetland, à proximité de la Lunna House (en), la première base de l'opération du Shetland Bus.